# American Sociological Association
American Sociological Association (ASA) er en amerikansk nonprofit forening, der arbejder for at udvikle den sociologiske disciplin og profession. Foreningen er grundlagt i 1905 under navnet American Sociological Society på Johns Hopkins University, og i dag arbejder de fleste af organisationens medlemmer i akademia især på amerikanske universiteter, mens omtrent 20 procent arbejder i den offentlige administration, i private virksomheder eller NGO'er.
ASA publicerer 14 forskellige videnskabelige tidsskrifter og magasiner. Af disse udgivelser er American Sociological Review formentlig det mest velkendte. Det senest lancerede tidsskrift Socius: Sociological Research for a Dynamic World er open access, dvs. frit tilgængeligt og gratis at læse. Magasinet Contexts er ment til at brede den sociologiske faglighed ud til andre videnskabelige discipliner og offentligheden.
American Sociological Association er verdens største sociologiske forening målt på antallet af medlemmer, og foreningen er tilmed større end den internationale sociologiske organisation. ASA har over 25.000 medlemmer, som både er forskere, studerende, universitetsansatte, amerikanske high school-undervisere og forskellige sociologiske praktikere. Foreningen har 53 sektioner, der hver har sit sociologiske fokus. Foreningen mødes årligt til en akademisk konference, hvor flere end 6.000 sociologer deltager.